# 埃雷拉海峽
64°42′S 62°36′W / 64.700°S 62.600°W
埃雷拉海峽（英語：Errera Channel）是南極洲的海峽，位於葛拉漢地的丹科海岸，處於龍格島和葛拉漢地西岸之間，由比利時探險隊繪入地圖，現時由南極條約體系管理。